# 보두앵 3세 (예루살렘)

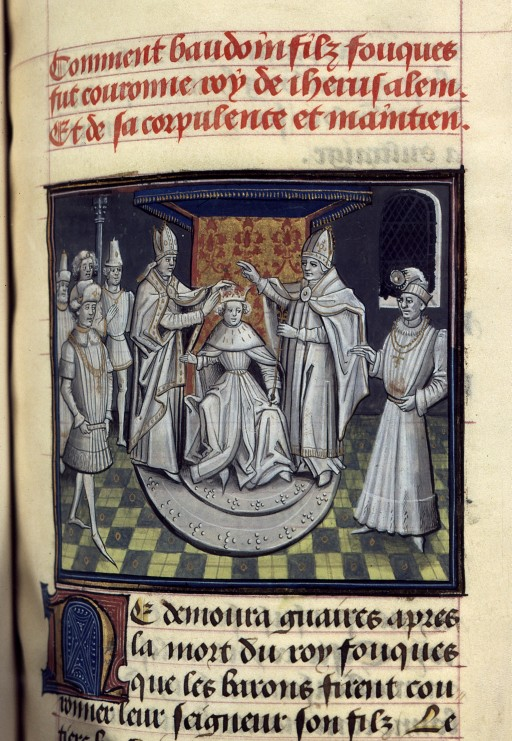

보두앵 3세(1130년 – 1162년 2월 10일)는 예루살렘 왕국의 왕(재위:1143년 ~ 1162년)이었다. 아버지는 풀크 왕 어머니는 보두앵 2세의 딸 멜리장드였는데 이 부부의 맏아들이다.

## 왕위 계승
보두앵은 유럽에서 건너 온 십자군 제1세대가 성지에서 낳은 제2세대에 속한다. 그가 13살 때 아버지 왕 풀크가 죽었고 어머니와 함께 공동으로 왕국을 다스렸는데 멜리장드는 귀족 중에서 조언자를 구하여 어린 아들을 권력에서 제외시켰다. 당시 예루살렘 왕국은 북쪽의 십자군 가신국은 독립할 움직임을 보였고 보두앵 2세와 풀크가 그랬던 것처럼 강력한 군주가 십자군 국가들을 통솔하지 못하고 있었다. 이슬람 측에서는 이마드 앗 딘 장기가 모술과 알레포에서 다마스쿠스를 넘보고 있었다. 장기는 1144년 에데사 백국을 점령하였고 유럽에서는 제2차 십자군이 발흥하게 되었다. 1147년 장기가 죽고 그의 뒤를 이은 장기의 아들 누르 앗 딘은 계속 다마스쿠스를 노리고 있었다.

## 제2차 십자군
1148년 프랑스왕 루이 7세와 엘레오노르 왕비와 독일 왕 콘라트 3세가 이끄는 제2차 십자군이 예루살렘으로 왔는데 어리석게도 이들은 다마스쿠스를 공략목표로 삼았다. 그러나 원정은 대실패로 끝나고 십자군은 유럽으로 돌아가 버렸고 누르 앗 딘은 안티오키아 공국을 공격해 안티오키아의 레몽이 죽고 말았다. 보두앵은 안티오키아의 콩스탕스 후계문제에 관여하고자 했으나 뜻대로 되지 않았고 트리폴리 백국 레몽의 섭정에도 관여하였다.

## 내전
1152년 보두앵은 스스로 통치할 나이가 되자 정치에 관여하려 했는데 어머니 멜리장드를 따르는 귀족들의 반대를 받았다. 보두앵은 어머니와 돌립하여 단독 대관식을 요구했으나 거절당하자 왕국의 귀족회의에 왕국 분할을 요구했다. 보두앵은 갈릴레아등 북쪽의 빈약한 도시를 받았고 멜리장드는 예루살렘 그 자체를 비롯해 사마리아, 나불루스등 더 부유한 영지를 분할 받았다. 보두앵은 이런한 결정에 승복하지 못해 남쪽으로 진격하여 내전이 벌어졌다.
나불루스가 보두앵에 손에 떨어지자 예루살렘은 보두앵에게 문을 열었고 보두앵은 왕국의 전권을 얻었다. 양측이 합의에 도달해 멜리장드는 나불루스에 은거하고 보두앵은 간섭하지 않기로 했다. 1154년 어머니와 아들은 화해했다.

## 영토확장
예루살렘이 내전을 벌이는 동안 누르 앗 딘은 다마스쿠스를 복속하여 시리아는 단 한명의 이슬람 군주의 깃발아래 통일되었다. 보두앵은 이집트 파티마 왕조가 약해진 틈을 타 남쪽으로 눈을 돌려 가자를 요새화하고 이집트를 압박했다. 1153년 보두앵은 아스칼론의 요새를 점령했고 1156년 누르 앗 딘과 협정을 맺었다.
또한 자신의 신부감을 구하기 위해 비잔티움 제국과 동맹을 추구하여 황제 마누엘 1세 콤네누스의 조카 테오도라 콤네나를 자신의 부인으로 삼아 1158년 결혼했다. 마누엘은 이 결혼으로 십자군 국가에 대한 영향력을 강화하였다.
마누엘과 보두앵은 1159년 안티오키아에서 만나 두사람은 친구가 되었다. 이듬애 안티오키아의 공작 샤티용의 레날드가 이슬람의 포로가 되자 보두앵은 안티오키아 공국의 섭정에 간섭하게 되었는데 마누엘은 이 행위를 월권으로 보았다. 마누엘은 보두앵이 추천한 자신의 신부감을 거부하고 보두앵의 사촌인 안티오키아의 마리아와 결혼함으로 공국에 대한 영향력을 강화하였다.

## 죽음
여왕 멜리장드는 1161년 죽었고 보두앵은 1162년 트리폴리에서 예루살렘으로 돌아오는 길에 중병에 걸려 베이루트에서 죽었다. 향년 32살이었다. 그의 죽음에는 독살의 의혹이 있는데 티레의 기욤의 기록에 따르면 보두앵은 안티오키아에서 시리아 정교회 의사가 준 약을 먹고나자 곧바로 이질에 걸렸다고 한다.
보두앵이 죽었을 때 왕비 테오도라는 아직 16살이었고 두사람 자식이 없었기 때문에 예루살렘의 왕위는 보두앵의 동생인 아모리에게 돌아갔다.
| 전임 풀크와 멜리장드 | 제5대 예루살렘의 왕 1143년 - 1162년 멜리장드와 공동 통치 (1143년-1153년) | 후임 아모리 |